# Am Ende der Nacht (2010)
Am Ende der Nacht ist ein US-amerikanisches Filmdrama von Brad Ellis aus dem Jahr 2010.

## Handlung
Der schüchterne Johnny ist mit seinem Freund Jake und dessen Freundin Shelley in einer Bar. Da er sich nicht überwinden kann, wird er von der attraktiven Elizabeth angesprochen. Sie verabreden sich und werden zum Liebespaar, wobei Elizabeth nicht viele Worte über ihre Familie und ihr Umfeld verliert. Ihre Mutter Sarah ist mit Tim, Elizabeths Stiefvater, verheiratet, der jedoch alkoholkrank und aggressiv ist. Dann gibt es Patrick, einen sehr guten Freund der Familie, und Kyle, einen ehemaligen Liebhaber von Elizabeth.
Elizabeth bleibt geheimnisvoll und scheint beziehungsunfähig zu sein. Eines Abends beichtet sie Johnny einen Seitensprung mit einem wildfremden Mann. Daraufhin fährt Johnny völlig enttäuscht mit Jake nach Hause. Auf der Heimfahrt ereignet sich ein schrecklicher Unfall, bei dem Jake glimpflich davonkommt, Johnny jedoch lebensgefährliche Verletzungen davonträgt, die keine Hoffnung auf ein Überleben lassen. Im Krankenhaus sind Elizabeth, ihre Eltern sowie Patrick vor Ort. Dort trifft sich Patrick mit seinem besten Freund, dem ominösen Seth. Seth, der über Elizabeth und ihre Mutter wacht, ist ein Vampir und beißt Johnny in den Hals, um ihn so zu verwandeln und ihm das Leben zu retten. Unbemerkt schafft er ihn zu sich nach Hause, um ihn auf seine neue Existenz vorzubereiten. Elizabeth ist sich zwischenzeitlich sicher, dass Johnny ihre einzig wahre Liebe ist, und macht sich auf die Suche nach ihm. Seth meldet sich bei ihr und erklärt ihr, dass er ihr leiblicher Vater ist. Er selbst wurde durch die durchtriebene Raven viele Jahre zuvor zum Vampir. Er offenbart Elizabeth die Wahrheit über Johnny, die sie akzeptiert, da sie überglücklich ist, ihn wieder in die Arme schließen zu können.
Auf einer Party tötet Johnny Kyle, da dieser provokant aufgetreten ist. Verstört fährt Elizabeth allein nach Hause, während Seth und Johnny die Leiche entsorgen. Die Beziehung gerät in eine schwere Krise, und Johnny streitet sich auch mit Seth. Er verändert sich zunehmend zum Negativen und sucht Raven auf, die jedoch ihre Vampireigenschaften missbraucht und wahllos Menschen umbringt. Johnny schläft mit ihr und findet anfangs Gefallen an der Situation. Doch er besinnt sich und schlägt Raven den Kopf ab, um ihrem Treiben ein Ende zu bereiten.
Derweil bittet Elizabeth aus Liebe zu Johnny Seth darum, sie ebenfalls zu verwandeln. Der lehnt das jedoch kategorisch ab, da Elizabeth ein richtiges Leben führen soll. Kurzerhand schneidet sie sich die Pulsadern auf, um ihn dazu zu zwingen. Die Ärzte können sie retten, und Johnny besucht sie, um ihr seine bedingungslose Liebe zu gestehen. Johnny und Seth fahren kurz vor Sonnenaufgang gemeinsam mit Elizabeth nach Hause. Doch Johnny stoppt mitten auf der Straße und erklärt Elizabeth, dass er seines Vampirlebens müde ist und eigentlich gar nicht mehr leben dürfte. Auch Seth gesellt sich dazu. Beide haben beschlossen, sich dem nahenden Tageslicht auszusetzen und somit zu sterben. Schweren Herzens akzeptiert Elizabeth unter Tränen die Entscheidung, wohlwissend, dass Johnny recht hat. Sie setzt sich wieder in das Auto und fährt weiter, während Johnny und Seth gemeinsam in die ersten Sonnenstrahlen blicken.

## Kritik
„Sicherlich einer der ungewöhnlicheren Vampirfilme der letzten Zeit: Jegliche Verweise auf den Horrorfilm ignorierend, erzählt Brad Ellis seine Geschichte zunächst ganz erdverbunden als abgründige Liebesgeschichte und lässt die Blutsaugerelemente erst spät in die Handlung einfließen. Das Ergebnis ist ein effektives, bedächtig erzähltes Drama mit jungen, unbekannten Schauspielern, allen voran Matthew Stiller und Rachel Miles, denen man allemal gerne zusieht.“

„Daylight Fades schildert einen Übergangszustand, der zugleich Verlust ist. Statt keuscher Vegetarier sind Ellis’ Vampire Raubtiere, die ihrem Jagdtrieb ausgeliefert sind. Johnnys wachsender Blutdurst ist die Kehrseite seiner vorherigen Zurückhaltung, die eine Art Selbstbestrafung scheint. Wie Elizabeth und Seth zwingt er sich zu einer Einsamkeit, die allen Figuren bevorsteht. Ein düsterer Morgen erwartet sie am Ende des Videohorrors, der trotz dramaturgischer Schwächen und einem sichtlich geringen Budget stimmiger ist als seine Genre-Verwandten im Kino-Mainstream.“